# Marcia Hafif
Marcia Hafif (née Marcia Jean Woods), née le 15 août 1929 à Pomona en Californie, et morte le 17 avril 2018, est une peintre américaine.

## Biographie

### Enfance
Marcia Jean Woods est née le 15 août 1929 à Pomona en Californie. Ses parents sont Harold Woods de Pomona, et Martha Eye Woods de Claremont. La famille déménage en 1935 à Laguna Beach au 590 Park avenue and Blumont Street, dans une résidence construite par Aubrey St Clair. Martha Woods, sa mère, y dirige une crèche et effectue des remplacements en école primaire.
Elle étudie à la Laguna Beach Elementary School. Elle a pour enseignantes Dorothy Fraser et Marie Thurston.

### Formation
Elle obtient son diplôme du Pomona College en 1951, établissement où sa mère Martha Eye et sa tante Florence Eye ont également été scolarisée. Elle y rencontre un autre étudiant Herbert Hafif qu'elle épouse. Elle envisage d'abord de devenir historienne de l'art, avant de se diriger vers la peinture.
Dans les années 1950 elle construit une maison dans les La Verne Hills, s'adonne à la peinture pendant l'été, et étudie en vue d'obtenir un MA en histoire de l'art, plus précisément la renaissance italienne et l'art extrême oriental. À ce moment elle peint de plus en plus, et décide de consacrer plus de temps à sa pratique. Elle passe un an à West Hollywood découvrant la scène artistique de Los Angeles. Elle voit des films comme La Dolce Vita et L'Aventura. Elle travaille de temps en temps également pour la Ferus Gallery. Elle découvre l'œuvre du peintre Giorgio Morandi.

### La période romaine: naissance de la peinture Pop minimal
Elle décide après son divorce d'entreprendre un voyage de un an à Florence en 1961, dans le but de voir l'objet de ses études de ses propres yeux. Elle embarque en décembre 1961 sur le Cristoforo Colombo (it) et débarque à Naples. De là elle part visiter Pompeï, avant de prendre le train pour Rome et Florence. Elle visite la cathédrale de Florence.
Hafif s'installe pour finir à Rome, où elle reste pendant près de 8 ans, en peignant et exposant des œuvres qu'elle appelle Pop Minimal en retrospective. Sa peinture est abstraite et minimaliste. Alors qu'elle est en Italie entre 1961 et 1969, elle produit des peintures plus plates, qui font écho aux couleurs des publicités de bord de routes italiennes de l'époque,. Son fils Peter Nitoglia nait pendant cette période.

### La période californienne: photo et vidéo
Elle revient en Californie en 1969 et abandonne la peinture pour expérimenter le film, la photographie et les installations sonores : elle reprend également ses études à l'Université de Californie à Irvine. Elle a pour professeurs Robert Irwin, Craig Kauffman, James Bishop, Robert Morris et Barbara Rose. Elle rencontre alors Nancy Buchanan (en) et Robert Walker. Ces deux étudiants tiennent le premier rôle dans son film de 1977 intitulé Bob and Nancy. Elle vit à Laguna Beach avec son fils.

### La période new-yorkaise: retour à la peinture etRadical Painting

#### Pencil on Paper
En 1971, Hafif déménage à New York pour rechercher un moyen de retourner à la peinture quand la validité de la peinture est contestée,. Ne trouvant pas de voie satisfaisante, elle se réveille un matin, le 1er janvier 1972 pour réaliser son premier dessin au crayon sur papier inaugurant la série Pencil on Paper, en utilisant de courtes marques verticales couvrant de haut en bas un papier de dessin de 24 × 18 pouces. Cette méthode programmatique devient récurrente par la suite et est utilisée dans le développement de ses études de couleurs ou ses peintures monochromes, qui caractérisent ses séries ultérieures. Elle y explore à chaque fois de façon méthodique un pigment particulier dans un format particulier.

#### An Extended Gray Scale
Dans An Extended Gray Scale, une œuvre qui l'occupe pendant plus d'un an, elle utilise des toiles de coton pour représenter la peinture : 106 pièces, de 22 pouces sur 22[pas clair] chacune, et chacune peinte de couleur différente (en fait d'autant de couleurs qu'elle puisse en distinguer) allant du blanc au noir.
Elle expose pour plus de huit ans à la Sonnabend Gallery de Soho et Paris. développant des séries de peintures qui deviennent la base de ce qui sera appelé The inventory : en 1974, Mass Tone Paintings ; 1975, Wall Paintings ; 1976, Pencil Drawings ; 1978, Neutral Mix Paintings ; 1979, Broken Color Paintings at The Clocktower avec Alanna Heiss ; 1981, Black Paintings.
En 1976 elle produit des installations s'appuyant sur des textes érotiques, parfois qualifiés de pornographiques par d'autres qu'elle-même, qu'elle rédige à la craie sur des tableaux noirs durant la performance de la légendaire Rooms PS 1,.

#### Beginning Again
En septembre 1978, elle publie Beginning Again dans la revue Artforum, un essai autour duquel plusieurs artistes se réunissent, tenant une exposition en 1984 sous le titre Radical Painting. Elle y explique les raisons de son retour à la peinture quelques années auparavant. Elle est alors contactée par Olivier Mosset. Le groupe des radical paintings fondé par Marci Hafif et Olivier Mosset perdure jusqu'en 1984, intégré au mouvement Monochrome,.
L'article devenu emblématique du début de ce groupe débute par ces mots :

« les options ouvertes à la peinture dans un passé récent sont apparues comme extrêmement limitées. Ce n'est pas que tout avait déjà été réalisé, mais plutôt que les impulsions qui avaient fonctionné dans le passé ne faisaient plus sens et n'étaient plus urgentes. »

Dans les années 1980 et 1990, elle développe une nouvelle série, avec l'établissement de relations avec des galeries européenne, tout d’abord Munich, puis Düsseldorf, Vienne, Londres, Paris. Elle exécute également des performances.
En 2013, pour Made in space, une exposition collective à Gavi Brown organisée par Peter Harkawik et Laura Owens, elle souhaite elle-même inscrire un texte radical sur un rectangle jaune, sur l’absence de reconnaissance du droit des femmes à éprouver un fort désir sexuel à n'importe quel âge.
Contemporaine de Robert Irwin et de Gerhard Richter, son œuvre et son travail restent longtemps invisibles dans le monde de l'art. Connie Butler, curatrice en chef du Musée Hammer indique que l'on doit la redécouverte de ses œuvres grâce à un groupe de jeunes artistes de New York et Los Angeles comme R.H. Quaytman et Laura Owens. Butler souligne la rigueur dans sa pratique de la peinture. Sa pratique monochrome peut être considérée comme minimaliste et puriste, tout en se rattachant à une exploration de la peinture italienne de la renaissance, avec une dimension historique. Lilly Wei la décrit comme un mix singulier d'ascétisme et de sensualisme, œuvrant avec une économie dans les gestes et évacuant le superflu, dans ses œuvres comme dans sa vie quotidienne.
Le MAMCO fait une exposition monographique de Marcia Hafif en 1999 et 2001 à Genève. En 2019, une nouvelle exposition intitulée Inventaire est organisée par Lionel Bovier et Sophie Costes du 27 février au 5 mai.
Elle meurt le 17 avril 2018 à Laguna Beach, à l'âge de 88 ans.

## Exposition
- 1964 - Galerie La Salita, Rome Italie[2]
- 2010 - From the Inventory: Black Paintings, 1979-1980, Newman Popiashvili Gallery[12]
- 2012 - Marcia Hafif: From the Inventory – Late Roman Paintings, Larry Becker Contemporary Art, 5 mai – 7 juillet 2012[13]
- 2015 - Marcia Hafif: From the Inventory, Laguna Art Museum, 29 juin – 27 septembre 2015[14],[1]
- 1969 - Marcia Hafif. New Paintings, Rome, Galleria Editalia Qui arte contemporanea.

## Prix et distinctions
- 1977: New York State CAPS Grant[15]

- 1980: NEA Fellowship

- 1990 : NEA Fellowship

## Publications
- Pomona Houses, 1972
- Letters to J-C (auteur et artiste Jean-Charles Massera), 1999